# Rhamnus pumila
Rhamnus pumila, Púdol de roca, és una espècie de planta dins la família Rhamnaceae.
És un arbust decumbent, de fins 20 cm, sense espines, amb com a mínim les branques joves pubescents. Fulles de 16-31 x 11-16 mm, alternes, obovades o el·líptiques, agudes, acuminades, de vegades obtuses, remotament asserrades, glabres, caduques, amb pecíol de fins 4,5 mm, pubescent. Flors fasciculades. Pètals absents. Disc glabre. Fruits de 2,8- 3,2 x 2,6-2,8 mm, verdencs. Llavors de 2,9-3,3 mm. Floreix de juny a juliol.
Es troba en les esquerdes de roques calcàries a les muntanyes del sud d'Europa, des de la península Ibèrica fins Albània.

## Sinònims
- Rhamnus pumilus
- Atulandra valentina Raf.
- Forgerouxa repens Raf.
- Frangula rotundifolia Mill.
- Oreoherzogia pumila (Turra) W.Vent	[2]